# Breakdown (Computerspiel)
Breakdown ist ein 2004 erschienenes und von Namco entwickeltes Ego-Shooter Beat ’em up für die Xbox. Das Spiel verfolgte einen innovativen Ansatz, was die Repräsentation des Protagonisten in der Spielewelt betrifft. So werden sämtliche Aktionen realistisch aus der Ego-Perspektive gezeigt, einschließlich Dingen wie Salti oder das Aufheben von Gegenständen. Breakdown wurde von den Mirror’s-Edge-Entwicklern als eine ihrer Inspirationsquellen genannt.

## Handlung
Die Handlung in Breakdown wird, ähnlich wie in Half-Life, aus der Ego-Perspektive gezeigt, Zwischensequenzen mit unterschiedlichen Kamerawinkeln gibt es nicht. Das Spiel beginnt damit das Derrick Cole, der Protagonist des Spiels, in einem Krankenhaus Bett aufwacht ohne Erinnerungen zu haben. Kurz darauf wird er von Soldaten angegriffen, aber von einer Frau, Alex Hendrickson, gerettet. Es stellt sich heraus, dass er in einer Forschungsanstalt ist und ihm T’lan gegeben wurde, ein Serum, das ihm übermenschliche Kräfte verleihen soll. Das Serum ist jedoch nicht vollendet und hat Nebenwirkungen. Mit Alex zusammen kämpft er sich durch die Forschungsanstalt und findet sich schließlich in Site Zero, einem unterirdischen Komplex, der von Aliens gebaut wurde und von T’lan bevölkert wird, die von Nexus kontrolliert werden. Es stellt sich heraus, dass Nexus eine Invasion der Erde plant und eine große Anzahl von Raketen für den Start vorbereitet. Wenig später wird Alex von einem T’lan namens Solus gefangen genommen und der Versuch, sie zu befreien und den Start der Raketen zu verhindern, scheitert.
Derrick wird daraufhin 50 Jahre in die Zukunft geworfen, dort angekommen stellt er fest, dass die Welt von T’lan überrannt wurde. Dort trifft er die aus der Zukunft stammende Alex erneut und eine Gruppe von Wissenschaftlern erklärt ihm, dass er aufgrund des Pendeleffekts bald wieder zurück in die Vergangenheit geworfen werden wird. Von ihnen erhält er eine Infusion des vollendeten T’langen Serums und gewinnt so seine vollständigen Kräfte. Kurz darauf wird er wieder zurück mit Alex in die Vergangenheit geworfen. Sie trennen sich aber bei der Zeitreise und Alex landet so am Krankenbett Derricks zu Beginn des Spiels. Derricks selbst kann sich erneut dem Kampf gegen Solus stellen und sowohl ihn als auch Nexus besiegen. Side Zero kollabiert daraufhin, während Alex und Derrick mit einem Hubschrauber entkommen.
Kurz darauf setzt der Pendeleffekt bei Alex ein, und sie wird wieder zurück in die Zukunft gezogen, dem Spieler bleibt die Wahl sie zu begleiten oder in der Gegenwart zu bleiben.

## Spielmechanik
Breakdown sieht auf den ersten Blick wie ein gewöhnlicher Ego-Shooter aus, bei der näheren Betrachtung fallen aber einige entscheidende Unterschiede auf. Eine wesentliche Änderung zu anderen Genre-Vertretern ist, dass in Breakdown der Körper des Protagonisten vollständig mit einbezogen wird, so sind nicht nur Arme und Beine sichtbar, sondern auch Interaktionen mit der Welt finden realistisch statt. Die Gesundheit wird zum Beispiel mit Getränkedosen aufgefrischt, es reicht aber nicht einfach über selbige zu laufen, um sie zu aktivieren, sondern der Protagonist hebt selbige mit seiner Hand auf und führt sie dann zum Mund. Auch Waffen und Munition werden mit der Hand gegriffen und können nicht einfach durch Drüberlaufen gesammelt werden. Beim Besteigen von Leitern kommen ebenso die Hände zum Einsatz.
Breakdown enthält außerdem für ein Ego-Shooter ungewöhnliche Sprungmechaniken, so kann der Protagonist nicht nur springen, sondern sich auch an Vorsprüngen festhalten und sich hochziehen, ähnlich wie in Spielen der Tomb-Raider-Reihe. Er ist außerdem in der Lage, Backflips und Salti zu vollführen, die alle in der Ego-Perspektive gezeigt werden.
Kämpfe, wenn mit der Waffe ausgetragen, folgen im Wesentlichen Genrekonventionen, beinhalten aber die zusätzliche Möglichkeit Gegner fest anzuvisieren, um so das Zielen zu automatisieren. Neben den Schusswaffen stehen dem Spieler aber auch eine große Auswahl an Nahkampfattacken und Ausweichmanöver zur Verfügung; selbige Fähigkeiten nehmen im Verlauf der Geschichte zu und werden durch Spezialattacken wie eine Zeitlupenfunktion ergänzt.

## Kritiken
Kritiken zu Breakdown fielen gemischt aus. Einer der Hauptkritikpunkte waren die eher simplen Schusswaffenkämpfe sowie die eintönige Grafik und Levelgestaltung, die oft aus den immer gleichen Gängen bestand. Die Geschichte und die Immersion konnten auf der anderen Seite begeistern und wurde von einigen Testern als eine der besten der letzten Jahre bezeichnet. Auf Metacritic wird es mit einem Bewertungsdurchschnitt von 71 % geführt.